# ダイヤモンドトレール

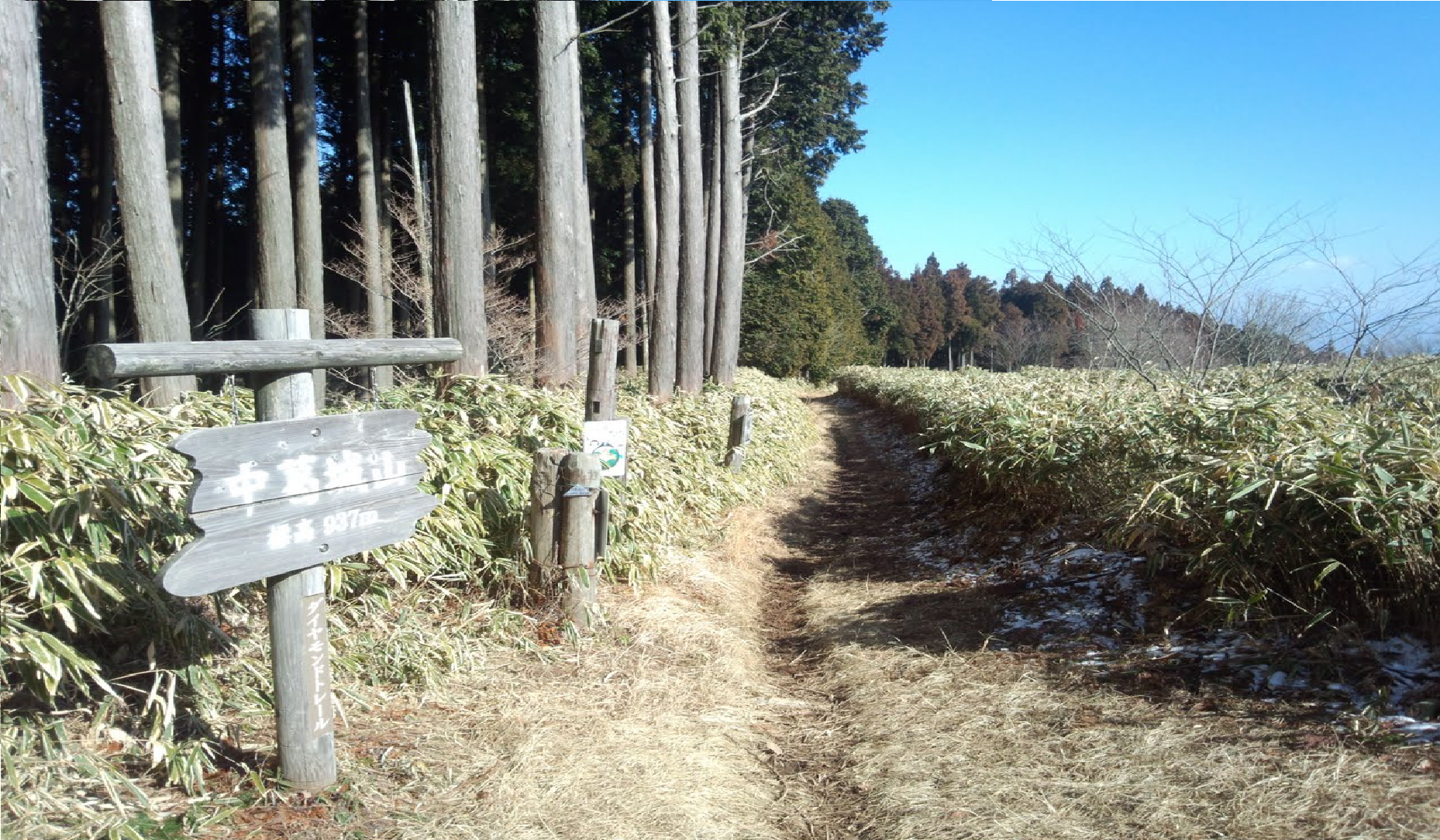
中葛城山山頂を通るダイヤモンドトレール。笹原と杉林の間の道がそのルートである。

ダイヤモンドトレール（略称：ダイトレ）は、1970年に大阪府によって整備された大阪・奈良・和歌山県境の金剛・葛城山系の稜線を縦走する自然歩道である。大阪環状自然歩道の一部を構成している。

## 概要
ダイヤモンドトレールという名称は金剛石（ダイヤモンド）にちなみ、1972年（昭和47年）に名付けられた。
屯鶴峯（どんづるぼう）に始まり、二上山、岩橋山、大和葛城山、金剛山、岩湧山、槇尾山を結ぶ全長約45 kmに及ぶコースである。六甲縦走、比良縦走とならぶ関西地方を代表する縦走路となっている。健脚者の中には一日で走り抜ける者もあるが、交通の便が比較的よくエスケープルートも多いため通常はコースを分割することが多い。

## 経路
- 屯鶴峯 - ダイヤモンドトレール起点の石碑あり。
- 二上山
- 竹内峠
- 平石峠
- 岩橋山
- 大和葛城山
- 水越峠
- 白雲岳（王山）
- 金剛山
- 伏見峠
- 久留野峠
- 北山、中葛城山
- 高谷山
- 千早峠（五条峠）
- 神福山
- 谷尻峠
- 行者杉 - 大阪、奈良、和歌山の三県境
- 杉尾峠
- タンボ山
- 行者祠（西ノ行者）
- 山ノ神
- 紀見峠
- 根古峰
- 岩湧山
- キトラ山
- 扇山
- ボテ峠
- 番屋峠
- 槇尾山

## ギャラリー

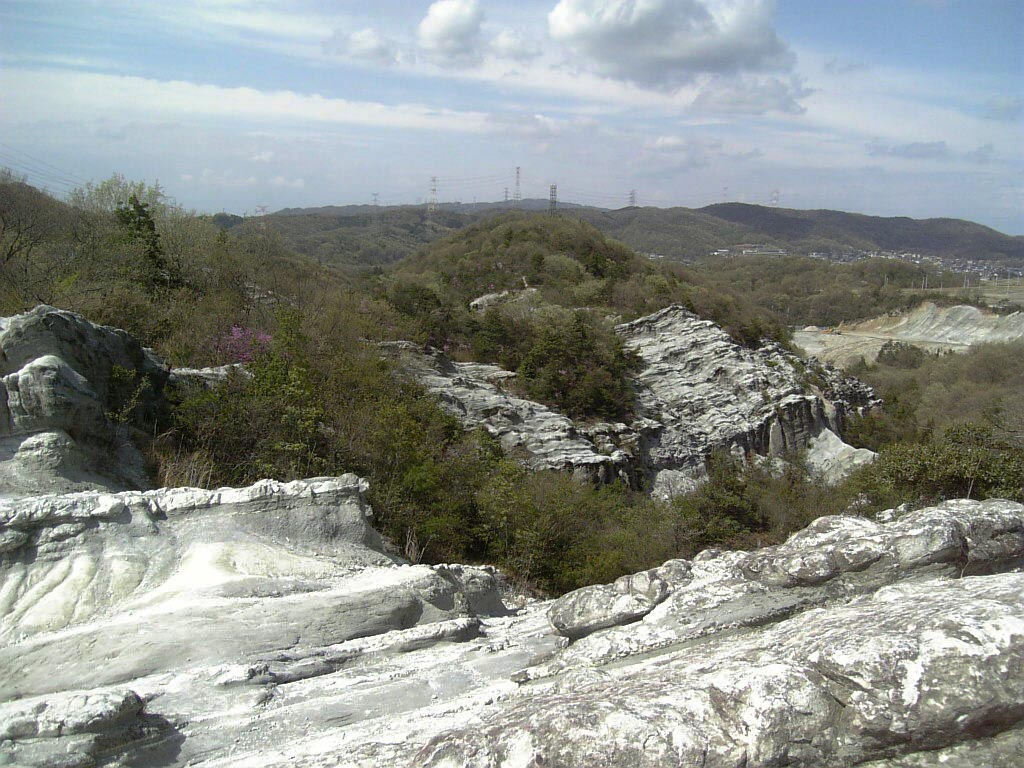
屯鶴峯
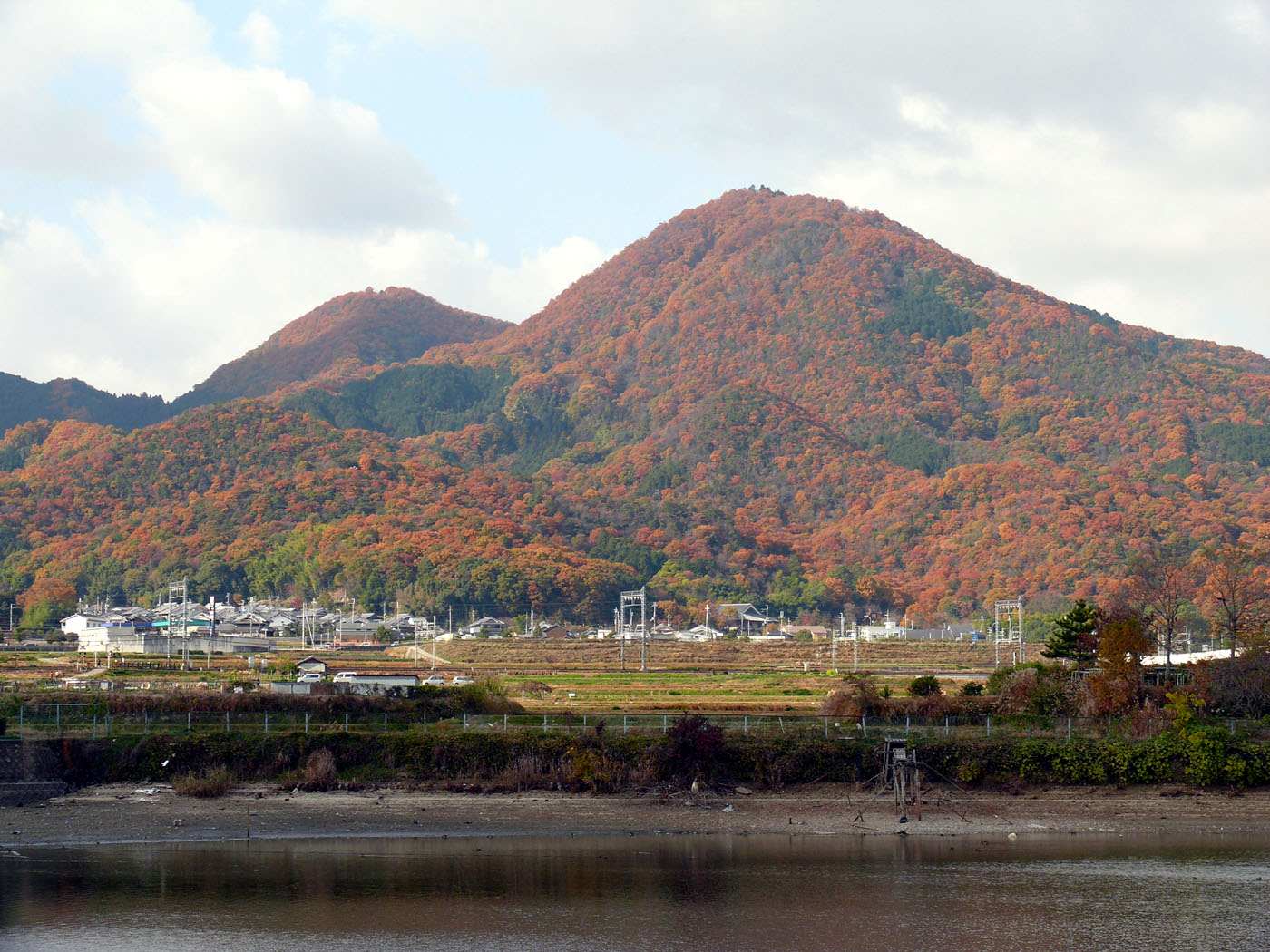
二上山
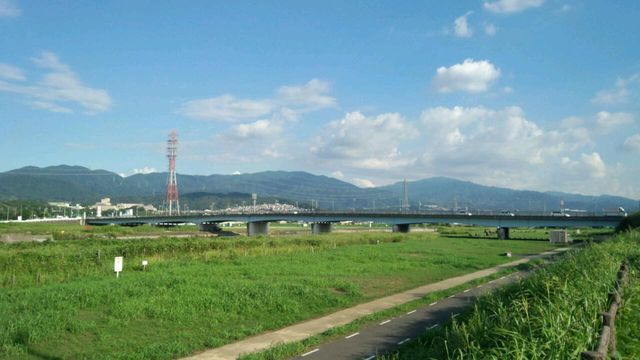
岩橋山
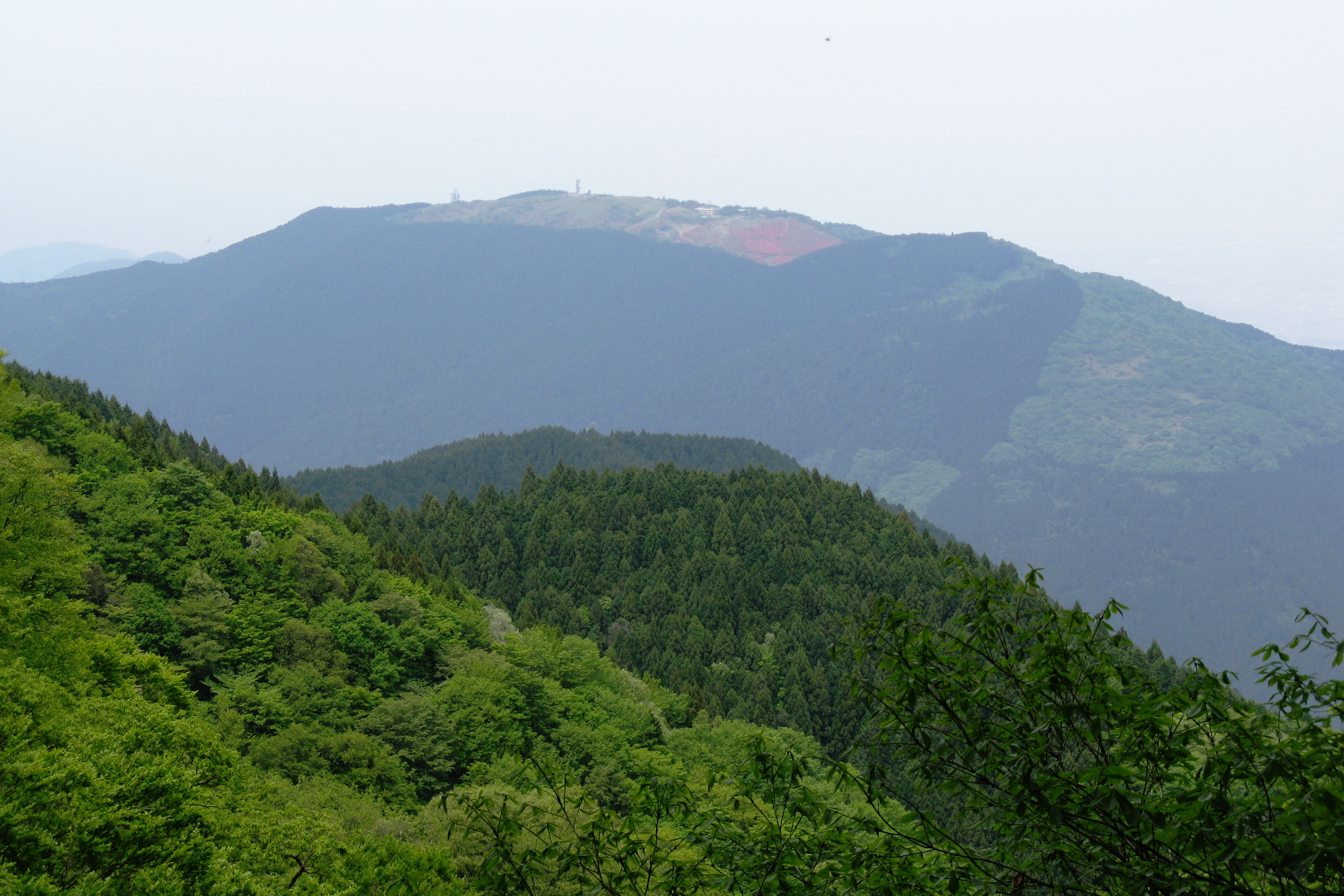
大和葛城山
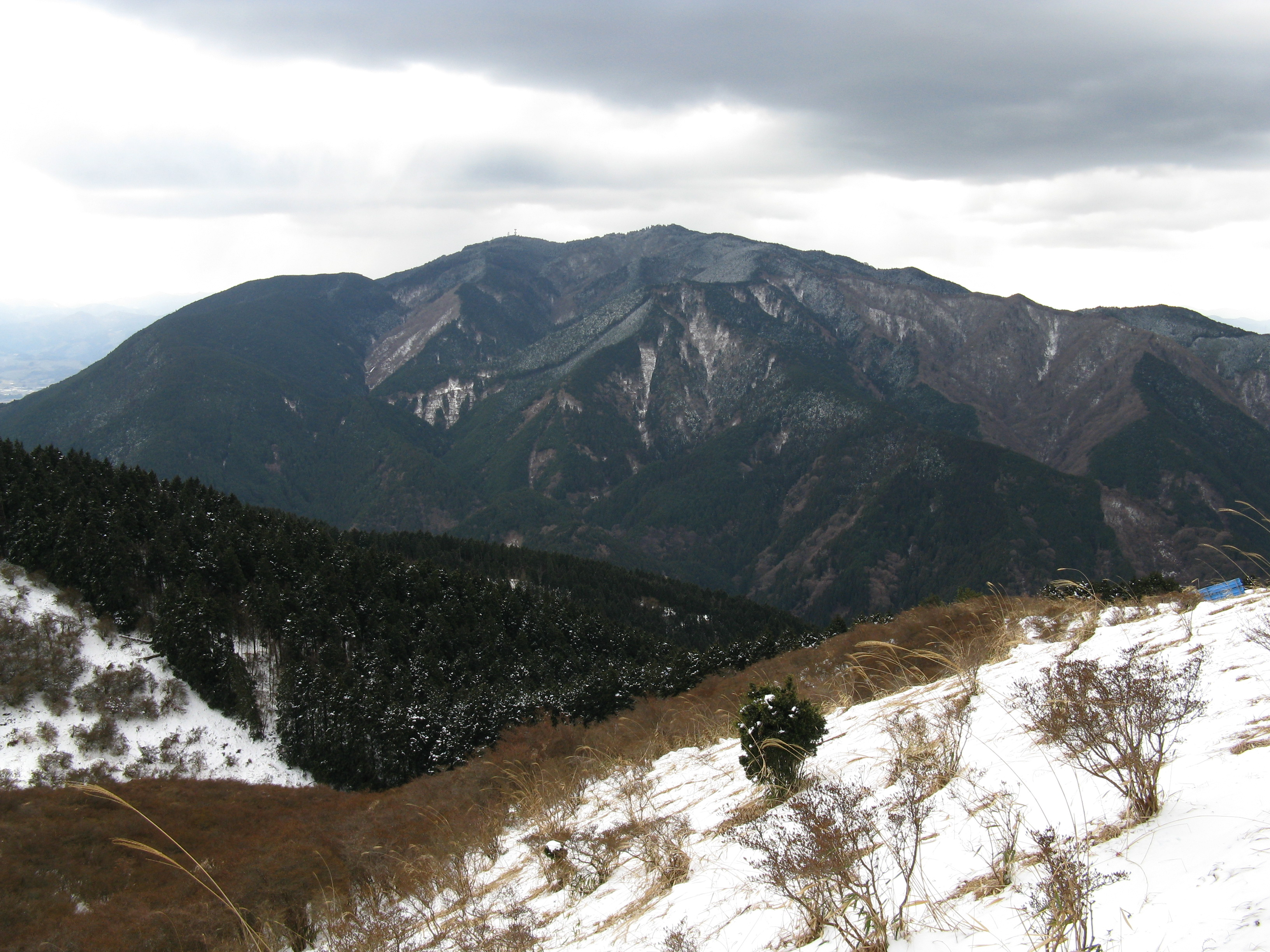
金剛山
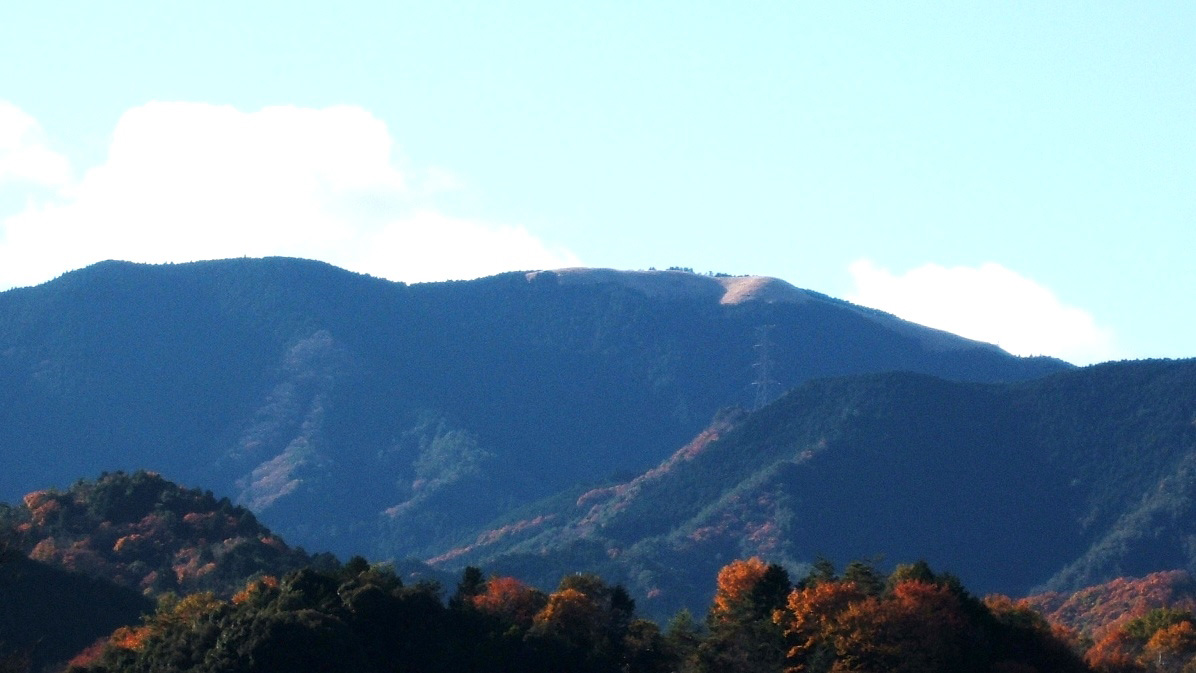
岩湧山
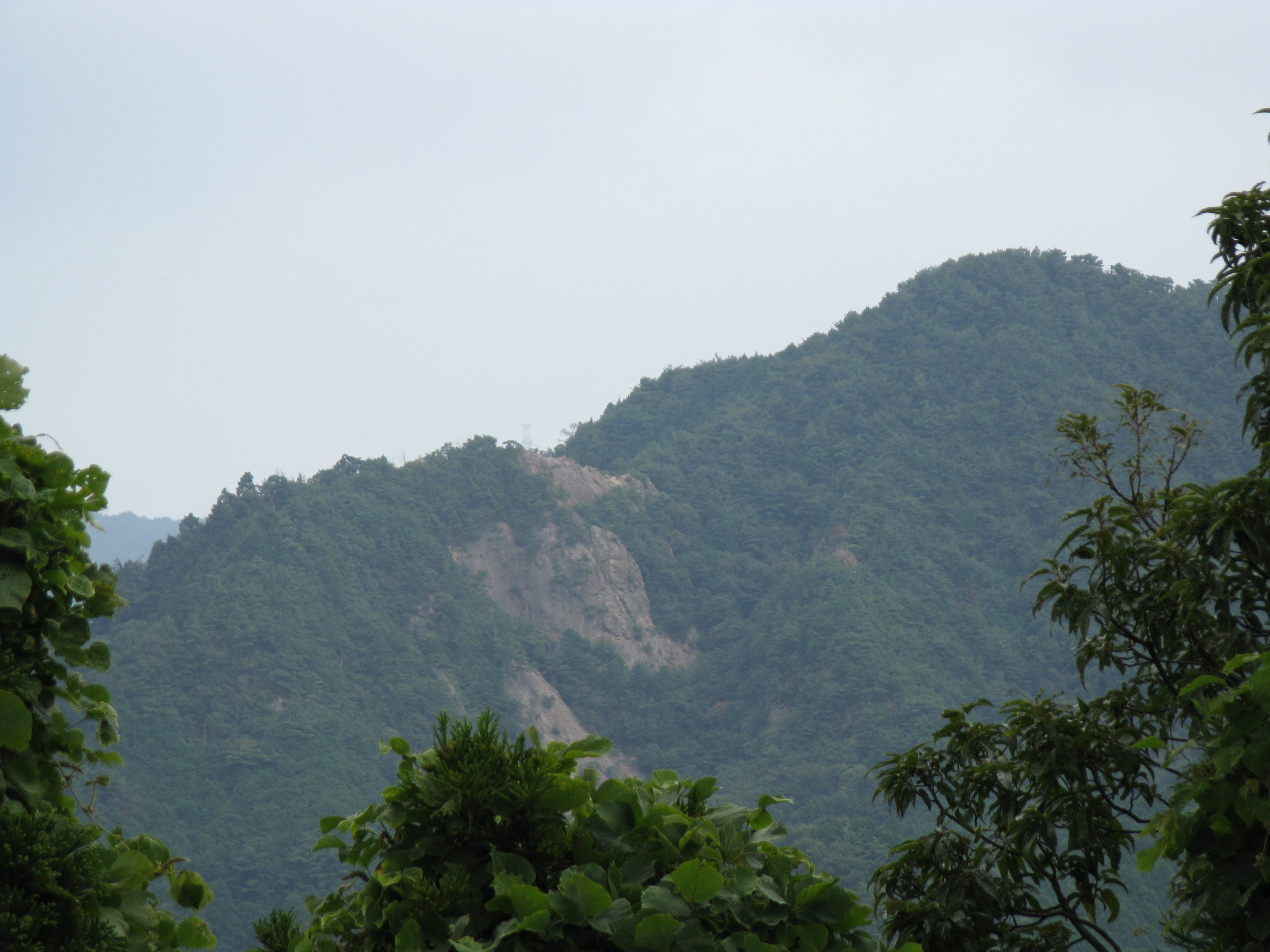
槇尾山